# Новосавицкое (Кировоградская область)
Новосавицкое (укр. Новосавицьке) — село в Долинской городской общине Кропивницкого района Кировоградской области Украины.
До 2020 года входило в состав Долинского района
Население по переписи 2001 года составляло 216 человек. Почтовый индекс — 28521. Телефонный код — 5234. Код КОАТУУ — 3521987802.